# Ceres (ort i Argentina)
Ceres är en ort i Argentina.   Den ligger i provinsen Santa Fe, i den centrala delen av landet, 600 km nordväst om huvudstaden Buenos Aires. Ceres ligger 90 meter över havet och antalet invånare är 13 063.
Terrängen runt Ceres är mycket platt. Ceres är det största samhället i trakten.
Trakten runt Ceres består i huvudsak av gräsmarker. Runt Ceres är det mycket glesbefolkat, med 4 invånare per kvadratkilometer.